# Йортон, Чет
Честер Йортон (англ. Chester Yorton; 1 января 1940, Стивенс-Пойнт, Висконсин — 21 ноября 2020), также известный как Чет Йортон (англ. Chet Yorton) — американский бодибилдер, который стал известен как «Отец натурального бодибилдинга» за свою пропаганду бодибилдинга без стероидов. Победил Арнольда Шварценеггера на турнире NABBA Mr. Universe 1966 года (любительский), проходившем в Лондоне.

## Биография
Йортон родился в 1940 году. В молодости он чудом избежал смерти в 1958 году. Чет получил серьёзные травмы левого глаза, левого предплечья, левого локтя и обоих бедер в автомобильной аварии. Кроме того, переломы костей правой ноги была настолько значительными, что врачи обсуждали ампутацию. Однако после нескольких операций ему имплантировали стабилизирующую металлическую пластину вокруг левого бедра и металлический стержень в правой ноге. Из-за нескольких вторичных травм в результате падений он шесть месяцев был прикован к инвалидной коляске.
Находясь в больнице, Йортон впервые начал заниматься с гантелями. До этого он никогда не интересовался силовыми тренировками. В конце концов, с разрешения своего лечащего врача, он начал регулярно заниматься спортом, чтобы восстановить здоровый вес. Из-за напряжения, вызванного лечением, он потерял значительную часть рудиментарной мышечной силы. После выписки из больницы Йортон продолжил свои тренировки и довёл их до такой степени, что в 1960 году он впервые смог посоревноваться в бодибилдинге.
Первый международный успех пришёл к Йортону в 1966 году, когда он стал Мистером Америка (IFBB). В том же году Йортон также выиграл соревнование «Мистер Вселенная» (NABBA) для любителей, победив Арнольда Шварценеггера.

Перед последними позами состязание свелось к противостоянию меня и американца по имени Честер Йортон. Судьи предпочли Йортона, и я должен был признать, что их выбор правильный: хотя Чет и был легче меня на добрых двадцать фунтов, у него было полностью пропорциональное тело, словно высеченное резцом, и его позы были более чёткими и отточенными, чем у меня. К тому же, Чет был покрыт восхитительным ровным загаром, рядом с которым я казался вылепленным из теста.— Арнольд Шварценеггер. «Вспомнить всё: Моя невероятно правдивая история»
Наряду с Фрэнком Зейном и Серхио Оливой он является одним из немногих бодибилдеров, которым это удалось. В 1975 году ему также удалось получить титул Pro Universe (NABBA).
В дополнение к своей карьере бодибилдера он снялся в ряде художественных фильмов, поэтому любительская ассоциация AAU запретила ему дальнейшие соревнования по бодибилдингу. Йортон был активным бодибилдером до самой смерти и время от времени выступал на спортивных мероприятиях, в основном в благотворительных целях. В свои активные годы он также руководил тренажёрным залом и организовал несколько мероприятий по нестероидному бодибилдингу. Из-за его давней приверженности этой практике он до сих пор считается основателем натурального бодибилдинга.

## Титулы
- 1960: Мистер Висконсин (победитель)
- 1964: Мистер Лос-Анджелес (AAU, победитель)
- 1964: Мистер Тихоокеанское побережье (AAU, победитель)
- 1964: Мистер Калифорния (третий)
- 1966: Мистер Америка (IFBB, победитель)
- 1966: Мистер Вселенная (NABBA, победитель)
- 1975: Pro Universe (NABBA, победитель)
- 1979: Pro Mister World (WBBG, третий)

## Фильмография
- Не гони волну (1967) — Тед
- Мускулистая пляжная вечеринка (1964) — Салк